# Municipio de Portage (condado de Cambria)
El municipio de Portage (en inglés: Portage Township) es un municipio ubicado en el condado de Cambria en el estado estadounidense de Pensilvania. En el año 2000 tenía una población de 3.906 habitantes y una densidad poblacional de 62 personas por km².

## Geografía
El municipio de Portage se encuentra ubicado en las coordenadas 40°18′39″N 78°56′2″O / 40.31083, -78.93389.

## Demografía
Según la Oficina del Censo en 2000 los ingresos medios por hogar en la localidad eran de $33,050 y los ingresos medios por familia eran $39,849. Los hombres tenían unos ingresos medios de $30,799 frente a los $18,688 para las mujeres. La renta per cápita para la localidad era de $14,846. Alrededor del 12,4% de la población estaban por debajo del umbral de pobreza.